# 美月 (モデル)
美月（みづき）、旧芸名∶山口 美月（やまぐち みづき、2000年4月18日 ‐ ）は、日本のモデル、元女優、タレントである。TRUSTARに所属していた。既婚。一児の母。

## 出演

### 情報番組
- ZIP!（日本テレビ） - キテルネ!リポーター（不定期出演）

### テレビドラマ
- ガールガンレディ（2021年4月6日‐5月25日） 第6 - 10話（今野さくら役）

### 映画
- 仮面ライダーセイバー 不死鳥の剣士と破滅の本

### WEB番組
- 君と僕とスモウライフ
- デルガード
- Love In Color

### MV
- バカリズム「Tie u（フジファブリズム）」
- 生活は忘れて「浅めの夜で」

### その他
- きものやまと「FURISODE COLLECTION」モデル

| スタブアイコン | サブスタブ | この項目は、まだ閲覧者の調べものの参照としては役立たない、俳優（男優・女優）に関連した書きかけの項目です。この項目を加筆・訂正などしてくださる協力者を求めています（P:映画/PJ芸能人）。 |